# Eugeniusz Kowalczyk
Eugeniusz Kowalczyk (ur. 19 sierpnia 1903 w Warszawie, zm. 7 listopada 1949 w Gliwicach) – major pilot Polskich Sił Powietrznych w Wielkiej Brytanii.

## Życiorys
Syn Antoniego i Julianny Kowalczyków. Ukończył szkołę handlową w Radomiu, w 1925 roku wstąpił do Oficerskiej Szkoły Lotniczej w Grudziądzu. Ukończył ją z 54. lokatą (I promocja) i w stopniu sierżanta podchorążego obserwatora otrzymał przydział do 21. eskadry liniowej 2. pułku lotniczego. W 1930 roku odbył szkolenie w zakresie pilotażu, w latach 1931–1933 był oficerem sportowym 2 pl. 
W 1935 roku został przeniesiony do Ośrodka Przysposobienia Wojskowo-Lotniczego w Sadkowie (PWL-Sadków), gdzie został mianowany dowódcą ćwiczebnej eskadry pilotażu. Na stopień kapitana został mianowany ze starszeństwem z 19 marca 1938 i 29. lokatą w korpusie oficerów lotnictwa, grupa liniowa. W marcu 1939 pełnił służbę w Szkole Podchorążych Rezerwy Lotnictwa w Sadkowie na stanowisku dowódcy eskadry szkolnej.
Po wybuchu II wojny światowej został ewakuowany na wschód Polski, gdzie dostał się do niewoli radzieckiej. Trafił do łagrów na Syberii, skąd przedostał się do Armii Andersa. Przeszedł przez punkty zborne w Tockoje, Kujbyszewie, Kołtubance i Kiermine. 27 marca 1942 roku został dowódcą „Eskadry Łącznikowej przy Armii gen. Andersa w ZSSR”. Przez Persję i Palestynę przedostał się do Wielkiej Brytanii, gdzie wstąpił do RAF. Otrzymał numer służbowy P-2042. Odbył przeszklenie lotnicze i latał bojowo w składzie Dywizjonu 300. Po zakończeniu wojny został zdemobilizowany i repatriował się do Polski.
Zmarł 7 listopada 1949 roku w Gliwicach i został pochowany w grobie rodzinnym na Cmentarzu Rzymskokatolickim w Radomiu przy ul. Limanowskiego (kwatera 11A/1/21, grób 14005).

## Ordery i odznaczenia
- Krzyż Srebrny Orderu Virtuti Militari nr 10770[10]
- Krzyż Walecznych (dwukrotnie)
- Medal Lotniczy (trzykrotnie)[1]
- Srebrny Krzyż Zasługi (15 października 1937)[11][5]